# Nježni
Nježni je humoristični strip hrvatskog crtača stripa Ivice Bednjanca. Nježni robijaš je junak stripa koji se kao lik prvi put pojavljuje u "Modroj lasti" gdje glumi sitnog negativca. Epizode su mu obično bile duljine jedne novinske stranice, ali bilo je i epizoda od nekoliko stranica. Bednjanec je izjavio da je lik Nježnog stvorio prema stvarnoj osobi, nosaču prtljage Mikuli Bracaninu iz Starog Grada na Hvaru.
Svoj serijal dobiva 1975. godine u satiričkom listu "Kerempuh". Nježni je sitni lopov (ili to pokušava biti) koji svoje avanture počinje i završava u zatvoru. Njemu se iz tog zatvora zapravo i ne ide i rado se u njega vraća. Ivica Bednjanec u ovom serijalu za odrasle razotkriva naličje "kulturnog" ponašanja koje često samo fasada, dotiče tada, a i sada, aktualne probleme ekologije, šverca, mita i korupcije, socijalnih razlika, raznih makinacija. Poruka ovog stripa bila bi da su "pravi lopovi na slobodi, a ponekad i na položajima".
Nježni sport (objavljen u "SN reviji" od 1976. do 1983. i objavljen u posebnoj knjizi) zadržava neke bitne karakteristike izvornika s tim da se težište prebacuje na sportski teren - makinacije, lažiranje utakmica, uspjesi, promašaji, crni fondovi, idolatrija i drugi fenomeni sportske kulture i nekulture - glavna su meta Bednjančevog satiričkog zupca. Na kraju svake table-epizode nježnoga šutnu nogom u stražnjicu i tako izbace iz stripa i iz sportske momčadi. Zbog svog nekonformističkog karaktera "crne ovce", koji često ne igra kako drugi sviraju, svojom naivnošću ili poštenjem razotkriva licemjerje profesionalnog sporta, njemu pripada i odgovarajuća sudbina - neuklapanje, izbacivanje, izgon.